# Aqi
Aqi är en köping i Kina. Den ligger i provinsen Sichuan, i den sydvästra delen av landet, omkring 390 kilometer sydväst om provinshuvudstaden Chengdu. Antalet invånare är 6 797. Befolkningen består av 3 301 kvinnor och 3 496 män. Barn under 15 år utgör 22,0 %, vuxna 15-64 år 67 %, och äldre över 65 år 9,0 %.
Genomsnittlig årsnederbörd är 1 324 millimeter. Den regnigaste månaden är juli, med i genomsnitt 315 mm nederbörd, och den torraste är januari, med 4 mm nederbörd.